# Thanatus fornicatus
Thanatus fornicatus är en spindelart som beskrevs av Simon 1897. Thanatus fornicatus ingår i släktet Thanatus och familjen snabblöparspindlar. Inga underarter finns listade i Catalogue of Life.